# Relações entre Camboja e Estados Unidos

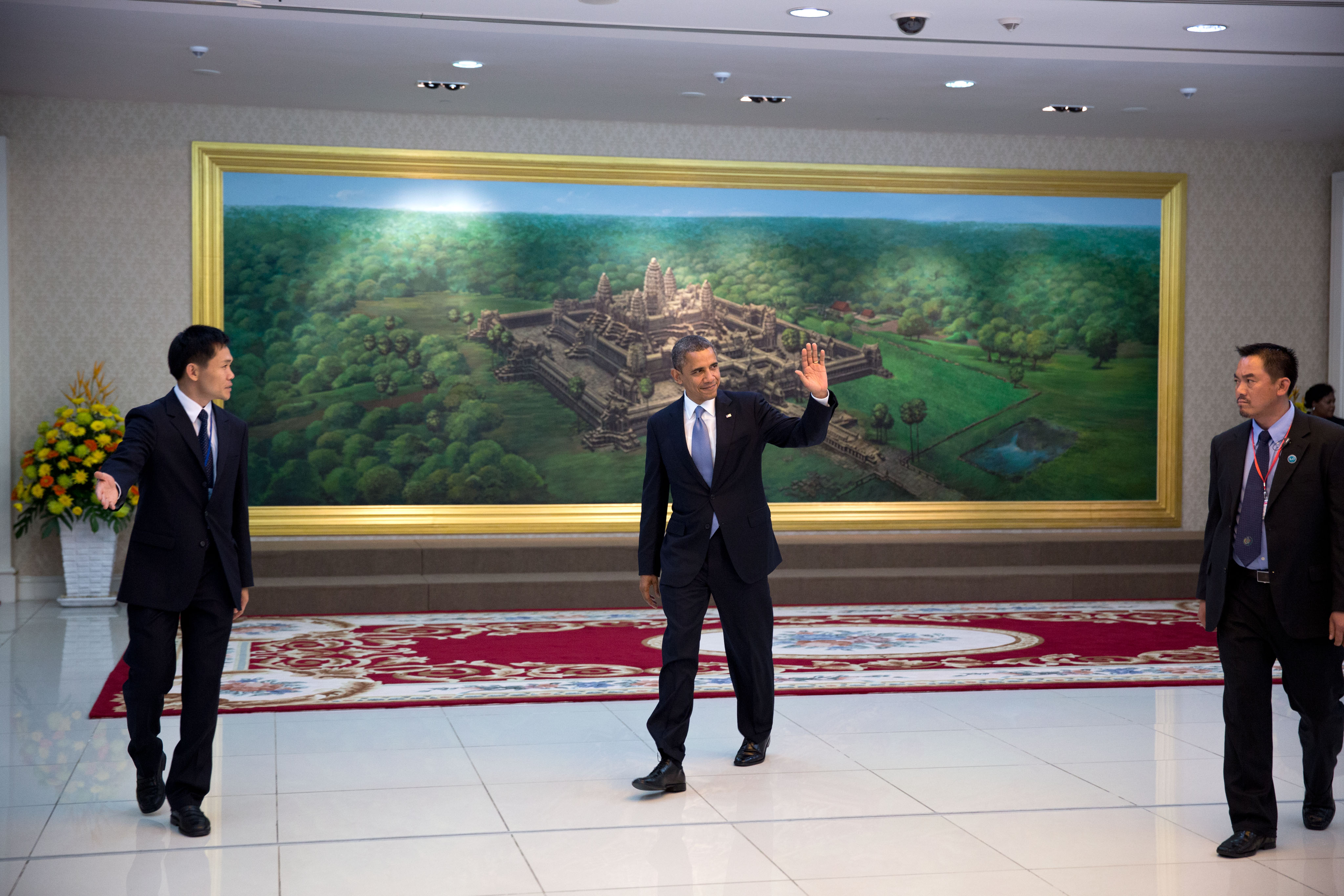
Barack Obama no Camboja.

As relações bilaterais entre os Estados Unidos e o Reino do Camboja, embora tensas durante a Guerra Fria, se fortaleceram consideravelmente nos tempos modernos. Os Estados Unidos apoiam os esforços do Camboja para combater o terrorismo, construir instituições democráticas, promover os direitos humanos, fomentar o desenvolvimento econômico, eliminar a corrupção, realizar a contagem mais completa possível dos estadunidenses desaparecidos na era da Guerra do Vietnã e levar à justiça os principais responsáveis pelas graves violações do direito humanitário internacional cometidas sob o regime do Khmer Vermelho.

## História

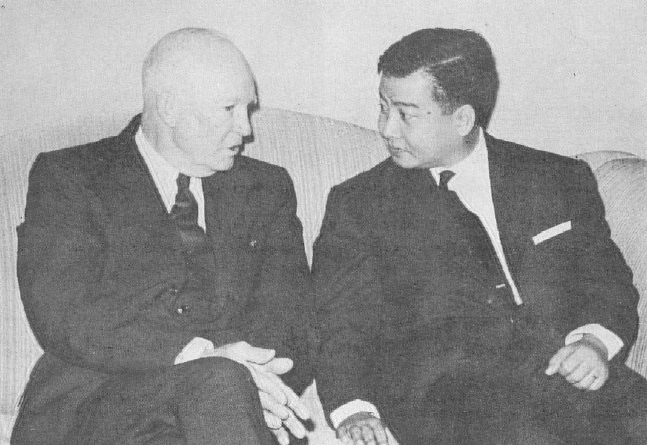
O Presidente Dwight D. Eisenhower e o Príncipe Norodom Sihanouk em 1959.

Entre 1955 e 1963, os Estados Unidos forneceram $409.6 milhões em auxílio financeiro e $83.7 milhões em assistência militar. Esta ajuda foi usada principalmente para reparar os danos causados pela Guerra da Indochina, para apoiar as forças de segurança interna e para a construção de uma estrada para qualquer condição de tempo até o porto marítimo de Sihanoukville, que forneceu ao Camboja seu primeiro acesso direto ao mar e acesso ao interior do sudoeste. As relações deteriorariam-se no início da década de 1960. As relações diplomáticas seriam rompidas pelo Camboja em maio de 1965, mas foram restabelecidas em 2 de julho de 1969. As relações dos estadunidenses continuariam após o estabelecimento da República Khmer até a missão dos Estados Unidos ser evacuada em 12 de abril de 1975.
Durante a guerra de 1970-1975, os Estados Unidos forneceram $1.18 bilhões em assistência militar para as forças do governo em sua luta contra o Khmer Vermelho assim como $503 milhões em assistência econômica. Os Estados Unidos condenaram o caráter brutal do regime do Khmer Vermelho entre 1975 e 1979. No entanto, o fato deste regime ser deposto na guerra cambojana-vietnamita pelo Vietnã, que os Estados Unidos consideravam como uma potência hostil, levaria a condenação estadunidense da invasão vietnamita. Os Estados Unidos reconheceram o Governo de Coalizão do Kampuchea Democrático (que incluía o Khmer Vermelho) como o governo legítimo do Camboja. Ben Kiernan afirmou que os Estados Unidos ofereceram apoio material ao Khmer Vermelho após a invasão vietnamita.  Outras fontes têm contestado estas reivindicações  e descreveram a luta extensiva entre as forças apoiadas pelos estadunidenses da Frente Nacional de Libertação do Povo Khmer e os Khmers Vermelhos. 
Paralelamente a estes esforços, os Estados Unidos apoiaram os esforços da ASEAN na década de 1980 para alcançar uma solução política do problema cambojano que incluiria o Khmer Vermelho no governo. Isto foi realizado em 23 de outubro de 1991, quando a Conferência de Paris se reuniu novamente para assinar um acordo abrangente.
A Missão dos Estados Unidos em Phnom Penh foi aberta em 11 de novembro de 1991, liderada pelo diplomata de carreira Charles H. Twining, Jr., que foi designado Representante Especial dos Estados Unidos. Em 3 de janeiro de 1992, os Estados Unidos retiraram seu embargo contra o Camboja, normalizando assim as relações econômicas com o país. Os Estados Unidos também acabaram com a oposição generalizada aos empréstimos ao Camboja pelas instituições financeiras internacionais. Quando o Governo Real do Camboja, livremente eleito, foi formado em 24 de setembro de 1993, os Estados Unidos e o Reino do Camboja estabeleceram imediatamente relações diplomáticas plenas. A Missão dos Estados Unidos foi transformada em embaixada dos Estados Unidos e, em maio de 1994, o Sr. Twining tornou-se o embaixador dos Estados Unidos. Depois dos combates entre facções em 1997 e das maquinações legais de Hun Sen para depor o primeiro-ministro Norodom Ranariddh, os Estados Unidos suspenderam a assistência bilateral ao governo cambojano. Ao mesmo tempo, muitos cidadãos estadunidenses e outros expatriados foram evacuados do Camboja e, nas semanas e meses seguintes, mais de 40.000 refugiados cambojanos fugiram para a Tailândia. Os acontecimentos de 1997 também deixaram uma longa lista de abusos de direitos humanos não investigados, incluindo dezenas de execuções extrajudiciais. Desde 1997 até recentemente, a assistência dos Estados Unidos ao povo cambojano foi prestada principalmente através de organizações não-governamentais, que floresceram no Camboja.